# 박인환 (배우)
박인환(朴仁煥, 1945년 1월 6일 ~ )은 대한민국의 배우이다.

## 생애

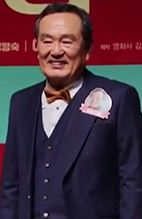
영화 비밥바룰라 제작보고회 (2018년)

1963년 연극배우 첫 데뷔 후 2년이 지난 1965년 서울중앙방송(지금의 KBS 한국방송공사) TV 드라마 《긴 귀항 항로》로 서울중앙방송 특채 탤런트 데뷔하였으며 1969년 MBC(문화방송)에 두번째 특채되었지만 이듬해 1970년 서울중앙방송(지금의 KBS 한국방송공사) 공채 9기 탤런트 정식 데뷔하였다. 
연극 배우로서 주로 활동하다가 1989년 KBS2 미니시리즈 《왕룽일가》로 인기를 얻으며 활발한 드라마 활동을 시작하였다.

## 학력
- 성북중학교 졸업
- 한양공업고등학교 졸업
- 중앙대학교 연극영화과 졸업

## 연기 활동

### 텔레비전 드라마

#### MBC
- 1980년~2002년 MBC 농촌드라마 《전원일기》 ... 일용의 아내 친정아버지 역
- 1981년 MBC 대하드라마 《제1공화국》 ... 최남선/서범석/이승엽 역
- 1983년 MBC 여름특집 드라마 《다산 정약용》
- 1984년 MBC 대하드라마 《조선왕조 오백년 설중매》 ... 이사철 역
- 1984년 MBC 단막극 《MBC 베스트셀러극장 - 30일간의 야유회》
- 1985년 MBC 대하드라마 《조선왕조 오백년 임진왜란》 ... 현소(게이테쓰 겐소) 역
- 1986년 MBC 단막극 《MBC 베스트셀러극장 - 아들》... 기순 역
- 1987년 MBC 단막극 《MBC 베스트셀러극장 - 소나기》... 선생님 역
- 1988년 MBC 신년특집극 《돈》
- 1988년 MBC 미니시리즈 《마지막 우상》
- 1988년 MBC 미니시리즈 《우리 읍내》
- 1989년 MBC 미니시리즈 《황제를 위하여》
- 1989년 MBC 특별기획 《백범일지》
- 1989년 MBC 미니시리즈 《제5열》 ... 무허가흥신소 임 소장 역
- 1989년 MBC 특집드라마 《독도 수비대》... 울릉 경찰서장 역
- 1990년 MBC 주말연속극 《몽실언니》 ... 김씨 역
- 1990년 MBC 청춘드라마 《우리들의 천국》 ... 심리학과 교수, 진수와 승미 부 역
- 1990년 MBC 추석특집 드라마 《추억 여행》 ... 김수봉 역
- 1991년 MBC 아침드라마 《말로만 중산층》 ... 김달국 역
- 1991년 MBC 특별기획드라마 《여명의 눈동자》 ... 고보다 일등병 역
- 1992년 MBC 단막극 《MBC 베스트극장 - 열정시대》
- 1992년 MBC 주말연속극 《마포 무지개》 ... 박거세 역
- 1993년 MBC 미니시리즈 《산바람》 ... 홍정기 역
- 1994년 MBC 단막극 《MBC 베스트극장 - 나이 오십에 무엇을 두려워하랴》
- 1995년 MBC 수목드라마 《제4공화국》 ... 강신옥 역
- 1996년 MBC 미니시리즈 《1.5》 ... 석현 부 역
- 1996년 MBC 일요가족극장 《간이역》 ... 부역장 최승돈 역
- 1997년 MBC 단막극 《MBC 베스트극장 - 울어라 까마귀》 ... 지씨 역
- 1997년 MBC 단막극 《MBC 베스트극장 - 세탁소에 들러 보세요》
- 1998년 MBC 단막극 《MBC 베스트극장 - 반가사유상》 ... 장 이사 역
- 1998년 MBC 아침드라마 《사랑을 위하여》 ... 강태봉 역
- 1998년 MBC 성탄특집드라마 《꿈꾸는 크리스마스》
- 1998년 MBC 특별기획 미니시리즈 《애드버킷》 ... 김강진 역
- 2001년 MBC 창사 40주년 특별기획 대하드라마 《상도》 ... 홍득주 역
- 2002년 MBC 미니시리즈 《고백》 ... 최 사장 역
- 2002년 MBC 병영드라마 《막상막하》 ... 이 상사 역
- 2003년 MBC 수목 미니시리즈 《좋은 사람》 ... 오동철 역
- 2004년 MBC 수목 미니시리즈 《사랑한다 말해줘》 ... 서필상 선생 역
- 2004년 MBC 장애인의날 특집드라마 《나의 숨은 사랑》 ... 정일현 역
- 2005년 MBC HD 일일연속극 《굳세어라 금순아》 ... 노 소장 역
- 2005년 MBC 주말 특별기획드라마 《제5공화국》 ... 육군참모총장 정승화 역
- 2009년 MBC 일일연속극 《살맛 납니다》 ... 홍만복 역
- 2011년 MBC 아침드라마 《당신 참 예쁘다》 ... 고만석 역
- 2011년~2012년 MBC 주말특별기획 《애정만만세》 ... 변춘남 역
- 2012년 MBC 주말연속극 《아들 녀석들》 ... 유원태 역
- 2014년 MBC 주말 특별기획드라마 《전설의 마녀》... 박이문 역
- 2017년 MBC 일일연속극 《돌아온 복단지》... 오학봉 역

#### KBS
- 1982년 KBS1 반공드라마 《지금 평양에선》
- 1983년 KBS1 대하드라마 《개국》 ... 변안열 역
- 1984년 KBS1 특집드라마 《함정》
- 1986년 KBS1 서울 아시안 게임 기념 특집드라마 《원효대사》 ... 태종무열왕 역
- 1989년 KBS2 미니시리즈 《왕룽일가》 ... 왕룽 역
- 1989년 KBS1 일일연속극 《회전목마》
- 1990년 KBS1 추석특집 드라마 《추천석뎐》
- 1991년 KBS2 미니시리즈 《물의 나라》 ... 최 사장 역
- 1991년 KBS2 주간연속극 《저린 손 끝》
- 1993년 KBS2 대하드라마 《일월》 ... 김진구 역
- 1995년 KBS2 일요아침드라마 《사랑한다면서》
- 1995년 KBS1 일일연속극 《하늘 바라기》 ... 덕배 역
- 1996년 KBS2 일요아침드라마 《귀여운 여자》 ... 한석봉 역
- 1996년 KBS2 주말연속극 《첫사랑》
- 1997년 KBS2 방송70주년 KBS50주년 특별기획드라마 《파랑새는 있다》 ... 백관장 아버지 역
- 1998년 KBS1 설특집 드라마 《귀향, 그 짧은 이야기》 ... 민 형사 역
- 1998년~2001년 KBS1 농촌드라마 《대추나무 사랑걸렸네》
- 1998년 KBS2 주말연속극 《야망의 전설》
- 1999년 KBS2 설특집 드라마 《아름다운 비밀》
- 1999년 KBS2 주말연속극 《TV소설 누나의 거울》
- 2001년 KBS2 주말연속극 《동양극장》 ... 문수일 역
- 2001년 KBS2 주말연속극 《아버지처럼 살기 싫었어》
- 2002년 KBS2 아침드라마 《골목 안 사람들》 ... 박보따리/박팽조 역
- 2002년 KBS1 일일연속극 《당신 옆이 좋아》 ... 최인석 역
- 2003년 KBS1 아침드라마 《찔레꽃》 ... 민대식 역
- 2004년 KBS2 추석특집극 《형》 ... 지상태 역
- 2005년 KBS2 단막극 《드라마시티 - 아빠 돈 내세요》 ... 병호 부 역
- 2005년 KBS2 월화 미니시리즈 《이 죽일 놈의 사랑》 ... 차두용 역
- 2005년 KBS2 단막극 《드라마시티 - 꿈결 같은 세상》 ... 정윤 부 역
- 2005년 KBS2 단막극 《HD TV문학관 - 새야 새야》 ... 나씨 역
- 2006년 KBS2 주말연속극 《소문난 칠공주》 ... 나양팔 역
- 2006년 KBS2 아침드라마 《아줌마가 간다》 ... 황보석 역
- 2007년 KBS2 월화 미니시리즈 《헬로! 애기씨》 ... 황만복 역
- 2007년 KBS2 주말연속극 《며느리 전성시대》 ... 이수길 역
- 2007년 KBS2 단막극 《드라마시티 - 못생긴 당신》 ... 박오철 역
- 2008년 KBS2 주말연속극 《내 사랑 금지옥엽》 ... 장일남 역
- 2009년 KBS2 주말연속극 《수상한 삼형제》 ... 김순경 역
- 2011년 KBS2 주말연속극 《사랑을 믿어요》 ... 김수봉 역
- 2011년 KBS1 일일연속극 《당신뿐이야》 ... 이필용 역
- 2017년 KBS2 수목드라마 《매드 독》 ... 변국진 역
- 2019년 KBS2 수목드라마 《왜그래 풍상씨》 ... 간보구 역
- 2020년 KBS1 일일드라마 《기막힌 유산》 ... 부영배 역
- 2021년 KBS2 수목드라마 《학교 2021》 ... 공영수 역
- 2022년 KBS2 주말드라마 《현재는 아름다워》 ... 이경철 역
- 2024년 KBS2 주말드라마 《다리미 패밀리》 ... 이만득 역

#### SBS
- 1993년 SBS 소설극장 《우리들 뜨거운 노래》 ... 재희 부 역
- 1993년 SBS 수목드라마 《한강 뻐꾸기》 ... 허장석 역
- 1993년 SBS 토요드라마 《사랑은 생방송》
- 1994년 SBS 월화드라마 《도깨비가 간다》...  장두칠 역
- 1994년 SBS 월화드라마 《여태 뭘 했수》 ... 동기호 역
- 1995년 SBS 드라마 스페셜 《아스팔트 사나이》 ... 강 노인, 동희·동준·동석 부 역
- 1996년 SBS 창사 6주년 특별기획 대하드라마 《임꺽정》 ... 임돌이 역
- 1997년 SBS 일일연속극 《지평선 너머》 ... 박두칠 역
- 1997년 SBS 주말특별기획드라마 《아름다운 그녀》
- 1999년 SBS 주말극장 《젊은 태양》 ... 강태호 역
- 2000년 SBS 주말극장 《왕룽의 대지》 ... 왕룽 역
- 2003년 SBS 주말 특별기획 《태양속으로》 ... 혜린 부 역
- 2003년 SBS 아침드라마 《당신 곁으로》 ... 차 교장 역
- 2003년 SBS 드라마스페셜 《술의 나라》 ... 이진평 역
- 2003년 SBS 주말극장 《태양의 남쪽》 ... 노영만 역
- 2004년 SBS 주말 특별기획 《마지막 춤은 나와 함께》 ... 은수 부 역
- 2005년 SBS 드라마 스페셜 《건빵선생과 별사탕》 ... 황갑수 역
- 2005년 SBS 금요드라마 《다이아몬드의 눈물》 ... 진상진 회장 역
- 2006년 SBS 주말 특별기획 대하드라마 《연개소문》 ... 연태조 역
- 2006년 SBS 드라마 스페셜 《연인》 ... 윤 목사 역
- 2007년 SBS 드라마 스페셜 《쩐의 전쟁》 ... 서인철 역
- 2007년 SBS 주말 특별기획 《조강지처 클럽》 ... 이화상 역
- 2010년 SBS 미니시리즈 《괜찮아, 아빠딸》 ... 은기환 역
- 2013년 SBS 일일연속극 《잘 키운 딸 하나》 ... 장판로 역
- 2016년 SBS 드라마 스페셜 《돌아와요 아저씨》 ... 김노갑 역

#### tvN
- 2021년 tvN 월화드라마 《나빌레라》 - 심덕출 역

#### JTBC
- 2021년 JTBC 주말드라마 《인간실격》 - 이창숙 역

#### WAVVE
- 2023년 WAVVE 드라마 《박하경 여행기》 - 할아버지 역

### 영화
- 1990년 《나는 날마다 일어선다》 ... 육 사장 역
- 1990년 《영심이》 ... 아버지 역
- 1990년 《그래 가끔 하늘을 보자》
- 1991년 《밀크초콜릿》 ... 서판술 역
- 1991년 《열 일곱살의 쿠테타》
- 1993년 《아담이 눈뜰 때》 ... 오디오 주인 역
- 1995년 《돈을 갖고 튀어라》 ... 달수 아버지 역
- 1997년 《베이비 세일》 ... 상준 부 역
- 1998년 《조용한 가족》 ... 아버지 강대구 역
- 1998년 《투캅스 3 》 ... 이형구 형사 아버지 역
- 1999년 《산전수전》 ... 아버지 역
- 1999년 《간첩 리철진》 ... 오 선생 역
- 2000년 《하면 된다》 ... 친척 가족 역(특별출연)
- 2001년 《봄날은 간다》 ... 상우 아버지 역
- 2001년 《교도소 월드컵》 ... 장 소장 역
- 2002년 《울랄라 씨스터즈》 ... 김일동 역
- 2002년 《마법의 성》 ... 성빈 아버지 역
- 2004년 《투 가이즈》 ... 이 국장 역(특별출연)
- 2006년 《무도리》 ... 구봉기 역
- 2007년 《행복》 ... 석구 역(특별출연)
- 2009년 《날아라 펭귄》 에피소드 4 ... 권 노인 역
- 2009년 《집행자》 ... 김 교위 역
- 2009년 《홍길동의 후예》 ... 홍만석 역
- 2009년 《박쥐》 ... 노신부 역
- 2012년 《삶의 향기》
- 2014년 《수상한 그녀》 ... 박씨 역
- 2016년 《인생은 아름다워》
- 2016년 《비연》
- 2017년 《루시드 드림》 ... 강성필 역
- 2017년 《푸른노을》 ... 김남우 역
- 2018년 《비밥바룰라》 ... 영환 역
- 2019년 《기묘한 가족》 ... 박만덕 역
- 2019년 《엑시트》 ... 이장수 역
- 2021년 《킹메이커》 ... 강인산 역
- 2024년 《도그데이즈》 ... 민서 남편 역 (특별출연)

### 뮤지컬
- 2011년 《비내리는 고모령》
- 2015년 《서울 1983》

### 연극
- 2011년 《토스카 인 서울》

## 연기 외 활동

### 텔레비전 프로그램
- 1990년 1월 15일, 1990년 7월 23일 KBS 《퀴즈탐험 신비의 세계》
- 1993년 3월 26일, 1995년 12월 20일, 1997년 8월 6일 KBS 《가족오락관》
- 2016년 6월 19일 KBS1 《다큐공감》 156회 : 수심 20미터, 아버지의 바다 ... 내레이션

### CF
- 1989년 일양약품 아스마 에취 (feat 윤순홍)
- 1989년 농협 이자로보험예금
- 1989년 ~ 1990년 동아제약 암씨롱
- 1990년 ~ 1993년 대일보일러 바로가스보일러
- 1992년 해태htb 내고을 강호박, 과일촌C
- 1992년 유한양행 생위천
- 1994년 현대L&C 골든홈샤시
- 1995년 위니아전자 입체냉장고 탱크
- 1999년 SK텔레콤 스피드 011
- 1999년 청원군 청원 생명쌀
- 2000년 대웅제약 베아제 (with 김규리, 김석훈, 유지인, 윤문식)
- 2002년 남해화학 신세대 비료(이희도와 이외에 함께 출연)
- 2002년, 2004년~2006년 동국제약 인사돌
- 2003년 AIG 손해보험
- 2023년 하나은행
- 2024년 한국장례문화진흥원

## 수상 내역
- 1973년 제9회 백상예술대상 연극부문 남자 신인연기상
- 1978년 제2회 대한민국연극제 최우수연기상 《태풍》
- 1980년 동아연극상 남자연기상
- 1984년 제20회 백상예술대상 연극부문 남자 최우수연기상 《착한 사람》
- 1989년 KBS 연기대상 남자 우수연기상 《왕룽일가》
- 1990년 MBC 연기대상 우수연기상 《추억 여행》&《몽실언니》
- 1994년 제30회 백상예술대상 연극부문 인기상
- 2000년 SBS 연기대상 남자 최우수연기상 《왕룽의 대지》
- 2007년 KBS 연기대상 특집/문학관/단막극상 《드라마시티 - 못생긴 당신》
- 2009년 제3회 대구뮤지컬페스티벌 남우조연상
- 2020년 KBS 연기대상 남자 최우수연기상 《기막힌 유산》
- 2021년 제12회 대한민국대중문화예술상 보관문화훈장